# Wasp Point
Der Wasp Point ist eine vorspringende Landspitze inmitten der südwestlichen Küste von Thule Island im Archipel der Südlichen Sandwichinseln.
Das UK Antarctic Place-Names Committee benannte sie 1971 nach dem US-amerikanischen Robbenfänger Wasp unter Kapitän Benjamin Morrell (1795–1839) aus Stonington, Connecticut, der Thule Island 1823 angelaufen hatte.